# مهدخت صنعتی
مهدخت صنعتی (م. ۲۹ خرداد ۱۳۱۲) پژوهشگر، نویسنده و فعال اجتماعی است. او از بنیان‌گذاران انجمن حمایت از حقوق کودکان است. او پیش از انقلاب سردبیر پیک دانش آموز بود.
صنعتی دختر عبدالحسین صنعتی زاده و قمرتاج دولت‌آبادی (دختر میرزا هادی دولت‌آبادی) و خواهر همایون صنعتی زاده است.
او مدت زیادی به پژوهش دربارهٔ مسایل زنان در ایران به ویژه استان کرمان پرداخت. همچنین به ویراستاری آثار نوشتاری برجای مانده از خاله اش صدیقه دولت‌آبادی، فعال حقوق زنان پرداخت. سپس با انقلاب ۱۳۵۷ از ایران رفت و بعد از بازگشت بر مسایل و حقوق کودکان متمرکز شد. او یکی از مؤسسین انجمن حمایت از حقوق کودکان است.
مهدخت صنعتی از مشاوران مؤسسه پژوهشی کودکان دنیا است. وی با کمک ناصر یوسفی در سال ۱۳۷۳ این انجمن را بینان‌گذاری کرد.
این مؤسسه به دلیل ترویج تفکر ضرورت حمایت همه‌جانبه از کودکان خردسال از بدو تولد تا ۷ سالگی، از سوی بنیاد ترویج علم برنده جایزه ویژه ترویج علم در سال ۱۳۸۰ شد.
مهدخت صنعتی در پاییز سال ۱۳۹۳ کتاب داستان «زنان سایه روشن» را منتشر کرد.
صنعتی خواهرزاده صدیقه دولت‌آبادی، ار پیشگامان جنبش زنان در ایران و یحیی دولت‌آبادی، مشروطه‌خواهِ به نام است.